# Vũ Thị Hậu
Vũ Thị Hậu es una deportista vietnamita que compitió en taekwondo. Ganó una medalla de bronce en los Juegos Asiáticos de 2010 en la categoría de –49 kg.

## Palmarés internacional
| Juegos Asiáticos | Juegos Asiáticos | Juegos Asiáticos  | Juegos Asiáticos |
| Año              | Lugar            | Medalla           | Categoría        |
| ---------------- | ---------------- | ----------------- | ---------------- |
| 2010             | Cantón (China)   | Medalla de bronce | –49 kg           |